# 欰魔-葛拉斯
舒瑪．哥拉斯（英語：Shuma-Gorath）是漫威漫畫中出現的超級反派。

## 出版歷史
欰魔-葛拉斯在《Marvel Premiere》第10期（1973年9月）中首次作為奇異博士的對手出現，由作家史蒂夫·恩格爾哈特(Steve Englehart)和藝術家史蒂夫·布倫納(Steve Brunner)創作。這個角色的名字取自羅伯特·E·霍華德的短篇小說《金骷髏的詛咒》，其中一位名叫Rotath的垂死魔法師在對人類的詛咒中引用了“欰魔-葛拉斯的鐵皮書”(Iron-Bound Books of Shuma-Gorath)。
Heroic Signatures擁有欰魔-葛拉斯這個名稱的版權，由於它使用在霍華德的故事中，以及與蠻王柯南和亞特蘭提斯的庫爾（Kull of Atlantis）神話相關的其他元素，已授權给漫威漫畫。 

## 人物經歷
在地球的史前時期，欰魔-葛拉斯統治著地球並要求人類獻祭，直到最終被穿越時空的巫師Sise-Neg放逐。該實體最終在希柏里安時代（Hyborian Age）返回地球，但被克羅姆神（Crom）之力囚禁在一座山內。欰魔-葛拉斯繼續對地球產生影響，直到被克羅姆神擊退回其故鄉維度。 
當欰魔-葛拉斯試圖通過古一的心靈返回地球時，他的弟子奇異博士被迫殺死他以防止這種情況發生。多年後，奇異博士在欰魔-葛拉斯的故鄉維度與其戰鬥，雖然取得了勝利，但他自己逐漸成為了新版本的欰魔-葛拉斯。奇異博士自殺以阻止這種轉變，並被一名盟友復活。巫師Nicholas Scratch將欰魔-葛拉斯召喚到地球，但在奇異博士、驚奇4超人、塞勒姆7人和反派Diablo的共同努力下被擊退。 
欰魔-葛拉斯最終被揭露為四個不朽的超維度“多角歪曲者”（Multi-Angled Ones）之一，引領著著來自被稱為“癌變宇宙”（Cancerverse）維度的超自然入侵。在試圖摧毀死神本身時，欰魔-葛拉斯與其盟友因死神的概念形態而癱瘓，隨後在癌變宇宙摧毀時被困在其中。欰魔-葛拉斯倖存下來並再次嘗試入侵地球，但被復仇者聯盟用命運之矛擊退。 
在2011年的《恐懼本質（Fear Itself）》故事劇情中，欰魔-葛拉斯身在眾多魔物中參與了魔鬼倡議會，討論大蛇Serpent的威脅以及這對他們意義。 
在2013年的《無限（Infinity）》故事劇情中，薩諾斯的僕人烏木喉操縱奇異博士在紐約市街頭召喚欰魔-葛拉斯。盧克·凱奇和他的新復仇者團隊遇到了這個生物。 藍奇（Blue Marvel）到達戰鬥現場並飛過欰魔-葛拉斯的頭部，摧毀了它的實體顯現。欰魔-葛拉斯的星光體在紐約市支配控制了一群人，並試圖在地球上重建自己。它被Power Man和White Tiger的神秘攻擊削弱，最後被Monica Rambeau放逐，她以一道射線穿透欰魔-葛拉斯的眼睛並從內部瓦解其實體。
《The Last Days of Magic》的故事劇情描述了欰魔-葛拉斯藉由派遣一群邪惡的巫師追捕Empirikul領導者Imperator的家人，而摧毀了他的故鄉星球。這導致Imperator致力於摧毀每個宇宙中的魔法。 
後來在一場戰鬥中，多瑪暮向奇異博士聲稱，他幫助Empirikul找到了被Imperator擊退的欰魔-葛拉斯。 奇異博士後來將多瑪暮放逐到欰魔-葛拉斯所在，後者明顯受傷並尋求報復。 

## 力量和能力
欰魔-葛拉斯是一股古老的混沌力量，是近百個平行宇宙的不朽存在、幾乎堅不可摧、如神一般的統治者，能夠進行能量投射、變形、傳送、懸浮、改變現實和交感魔法，擁有巨大的超自然力量。他被描述為比其他強大的惡魔敵人（如撒旦和墨菲斯托）強大得多，有時被聲稱為無所不能的古老惡魔，被稱為“原型三級惡魔”(archetypal Class Three demon)。他被認為是混沌最初的原始力量之一，據說他是舊日的支配者中最偉大的存在。在他的原生維度中，他幾乎是不可阻擋的。鑑於他過去的再生重組，不知道他是否真的能被殺死。
在他的許多神秘力量之中是能夠與他鄰近之內以及跨越維度界線障壁進行聯繫交流和控制他人。他可以創造和引導強大的神秘能量爆炸（通常來自他的眼睛和/或觸腕）並造成行星規模的影響變化。
他的外皮如橡膠似的有彈性且有武裝，除了最強大的魔法外，他很難受到傷害。雖然他經常以一個有六到八條觸腕與一隻巨大的中央眼睛的多鱗生物出現，但在希柏里安時代，他也被看到有許多鉗子、爪螯和昆蟲狀的節肢，以及一個巨大、尖牙利齒的巨口。同樣地，在顏色上他被描繪為呈現綠色或紫色。幻視指出，欰魔-葛拉斯存在於許多位面，因此人類無法看到他的真實形態。據推測，他可以照他的意願變化人們所見他的外形。根據欰魔-葛拉斯自己的說法，他除了他的力量，就只是虛無，他的外形僅僅只是一個容納力量的外殼。
他的大小似乎與他的力量有關，因為他在他的故鄉維度中確實是巨大的。在地球上，他總是顯得小得多，儘管已經證實，當他被召喚時，欰魔-葛拉斯的本體只有最小的一部分會在地球上顯現，因而他只在他的故鄉維度中被看到全力狀態。
欰魔-葛拉斯的力量是如此強大，以至於他可以僅通過他的能量氣息壓力來摧毀多個星系。欰魔-葛拉斯也有能力透過使用他所有的觸腕創造一個他對現實發射的能量球來摧毀多個現實。

## 其他版本
在《Venomized》事件中，Poison版的欰魔-葛拉斯出現在Poison Hive對漫威主宇宙的入侵，與幻視和獵鷹戰鬥，成功地將共生體與後者結合。 

## 其他媒體

### 電影
- 漫威電影宇宙
  - 《奇異博士2：失控多重宇宙》（2022年）：基於版權問題，改以Gargantos的名義出現，Gargantos在漫畫中曾與納摩交手[5]。

### 電玩遊戲
- 《漫威超級英雄》（Marvel Super Heroes），對戰格鬥遊戲。欰魔-葛拉斯作為玩家可使用的角色之一，由Frank Perry配音。 [6] [7]
- 《漫威超級英雄VS快打旋風》（Marvel Super Heroes vs. Street Fighter），對戰格鬥遊戲。欰魔-葛拉斯作為玩家可使用的角色之一。由Frank Perry再次配音。 [8]
- 《漫威VS卡普空2：英雄新世紀》（Marvel vs. Capcom 2: New Age of Heroes）對戰格鬥遊戲。欰魔-葛拉斯作為玩家可使用的角色之一。由Frank Perry再次配音。 [6]
- 《漫威VS卡普空3：兩個世界的命運》（Marvel vs. Capcom 3: Fate of Two Worlds）和《終極漫威VS卡普空3》（Ultimate Marvel vs. Capcom 3: Fate of Two Worlds）中欰魔-葛拉斯需透過DLC才可為玩家可使用的角色之一。由Paul Dobson配音。 [9] [10] [6]
- 欰魔-葛拉斯出現在Pinball FX 2的奇異博士虛擬彈珠台遊戲中。 [11]

### 角色扮演遊戲
在野蠻人柯南角色扮演遊戲中，欰魔-葛拉斯被描述為早於人類，並且可能早於地球的古老存在。。 

## 另見
- 欰怖-尼古拉斯